# Нашебургский пехотный полк
Нашебургский пехотный полк, также Ленкоранский полк, Нотебургский пехотный полк, Нашебургский мушкетёрский полк — армейский пехотный полк Вооружённых сил Российской империи.
Полк сформирован 26 февраля  (10 марта) 1726 в Москве, первоначально именовался по шефу — 2-й заштатный полк Вединга, с 1731 года переименован в Ленкоранский мушкетерский полк, с 7 ноября (18 ноября) 1732 год по 22 февраля (6 марта) 1811 год — Нашебургский мушкетерский полк, расформирован 30 марта (11 апреля) 1834 год).

## Места дислокации
- В 1820 году — Симферополь, затем в Севастополе[3]. Полк входил в состав 20-й пехотной дивизии.

## История
- 26 февраля  (10 марта) 1726 года сформирован в Москве как 2-й заштатный полк Вединга в составе одной гренадерской и семи фузелерных рот.
- Летом 1726 года переброшен в Персию в состав Низового корпуса.
- С 1731 года переименован в Ленкоранский полк.
- 7 ноября (18 ноября) 1732 года переименован в Нашебургский мушкетерский полк.
- В 1734 году возвращен в Россию.
- 29 ноября (10 декабря) 1745 года включен в штат. К концу 1745 года переведён из Персии в Сибирь, квартировался в Тобольском подгорном (подгородном) дистрикте[4].

В июне 1752 года на правом берегу реки Ишим экспедиция, состоявшая из драгун Луцкого полка, пеших солдат Нотебургского полка и батальона Вологодского драгунского полка, основала деревянную крепость Святого Петра.
- 1812 год — в составе 2-й бригады 9-й пехотной дивизии корпуса Маркова 3-й Резервной Обсервационной армии Тормасова участвовал в сражениях Отечественной войны 1812 года:
  - 15 (27) июля 1812 года — бой под Кобрином.
  - 31 июля (12 августа) 1812 — сражение под ГородечноВ воздаяние ревностной службы и отличия, оказанного в кампанию против французских войск 1812 года, а особенно в сражении 31 июля при сел. Городечна, где, командуя Нашебургским пехотным полком, во всех случаях оказывал твёрдость, а наиболее отличился, когда был послан на подкрепление к генерал-майору князю Щербатову, где, с необыкновенною отважностью бросившись с полком в штыки, опрокинул неприятельские силы и преследовал их.Постановление о награждении полковника К. М. Полторацкого орденом Святого Георгия 4-го класса № 1099 22 ноября (4 декабря) 1812 года
- 1813—1814 годы — в заграничном походе русской армии полк участвовал в составе 9-й пехотной дивизии корпуса в войсках генерала А. Ф. Ланжерона Силезской армии союзников.
  - Январь — апрель 1813 года — осада Торна.
  - 9 мая 1813 года — бой под Кёнигсвартом.
  - 26 августа — 1813 года сражение при Кацбахе
  - 15 сентября (27 сентября) 1813 года — сведен в единую бригаду из Апшеронского и Нашебургского полков под командованием генерал-майора К. М. Полторацкого.
  - 16—19 октября 1813 года — Битва под Лейпцигом.
  - 29 января 1814 года — битва при Бриенн-ле-Шато.
  - 1 февраля 1814 года — сражение при Ла-Ротьере.
  - 10 февраля 1814 года — сражение при Шампобере.
  - 30 марта 1814 года — взятие Парижа.
- 1815 г. — участвовал во 2-м походе во Францию.
- 1815—1818 во Франции в составе русского оккупационного корпуса М. С. Воронцова в 1-й бригаде 9-й Пехотной дивизии.
- 25 января (6 февраля) 1818 года, по возвращении на Родину, оккупационный корпус был раскассирован. Полк остался в составе 1-й бригады 9-й Пехотной дивизии, вошедшей в состав 7-го пехотного корпуса Рудзевича.

### Шефы
Шефы или почётные командиры:
- 26 февраля  (9 марта) 1726 года—? — Вединг, затем Ступишин, Алексей Алексеевич
- 25 апреля (6 мая)—5 июля (16 июля) 1762 года — генерал-майор Лебель
- 3 декабря (14 декабря) 1796 года—16 сентября (27 сентября) 1797 года — генерал-майор князь Мещерский, Василий Никитич
- 16 сентября (27 сентября) 1797 года—2 декабря (23 декабря) 1797 года — генерал-майор Дашков, Аполлон Андреевич
- 2 декабря (23 декабря) 1797 года—5 ноября (16 ноября) 1799 года — генерал-майор Кропотов, Гаврила Семёнович
- 5 ноября (16 ноября) 1799 года—24 декабря 1800 года (5 января 1801 год) — генерал-майор Велембахов (Вилембахов), Федор Никитич
- 24 декабря 1800 (5 января 1801 года)—26 января (7 февраля) 1818 года — генерал-майор Ермолов, Сергей Алексеевич
- 12 (24) марта 1812 года—1 сентября (13 сентября) 1814 года — полковник (с 15.09.1813 генерал-майор) Полторацкий, Константин Маркович

### Командиры
- ?—18 апреля (29 апреля) 1798 года — полковник Измайлов Дмитрий Васильевич
- 01.07.1798 по 25.01.1800 — подполковник (с 23.10.1798 полковник) Макшеев, Василий Иванович
- 02.03.1800 по 15.06.1800 — полковник барон Унгернштенберг, Густав Иванович
- 13.07.1800 по 17.09.1801 — подполковник Либгарт (Липгарт), Антон Иванович (1773—1830)
- 17.09.1801 по 20.12.1802 — полковник Ландсберг, Родион Адамович
- 26.01.1803 по 16.07.1803 — полковник Окулов, Модест Матвеевич
- 18.09.1803 по 01.03.1807 — полковник (с 14.09.1803) Либгарт (Липгарт), Антон Иванович
- 31 июля (12 августа) 1807 года—5 февраля (17 февраля) 1812 года[6] — майор (с 12.12.1807 подполковник) Шмит, Иван Иванович
- 02 февраля (14 февраля) 1812 года—29 июня (11 июля) 1818 года — подполковник Жохов 2-й, Петр Александрович[7]
- 29.06.1818 по 22.06.1826 — подполковник (с 26.12.1821 полковник) Врангель 2-й
- 22.06.1826 по 28.09.1832 — подполковник (с 23.08.1826 полковник) Боровский
- 28.09.1832 по 30.03.1834 — полковник Воецкой

## Известные люди, служившие в полку
- Оде-де-Сион, Карл Карлович